# Rain Man
Rain Man ist ein US-amerikanisches Filmdrama von Barry Levinson aus dem Jahr 1988. Protagonisten sind die vollkommen ungleichen Brüder Charlie und Raymond Babbitt, die sich erst als Erwachsene kennenlernen. Auf einer beiderseitig erzwungenen Autofahrt durch die USA entwickeln sie trotz ihrer Verschiedenheit eine tiefe Beziehung zueinander.

## Handlung
Charlie Babbitt, ein aalglatter und selbstverliebter Autohändler aus Los Angeles, Kalifornien, bekommt beim Import italienischer Sportwagen Probleme mit den Umweltanforderungen, die er seinen Kunden verheimlicht, um Zeit zu gewinnen. Als er wenig später mit seiner Freundin Susanna auf dem Weg zu einem gemeinsamen Wochenende ist, erfährt er vom Tod seines Vaters, Sanford Babbitt. Charlie gibt sich zunächst emotionslos, macht sich aber unverzüglich mit Susanna auf den Weg nach Cincinnati, Ohio, wo das Begräbnis stattfindet. Aus dem Gespräch der beiden wird deutlich, dass Susanna gern eine tiefere Beziehung zu ihm hätte, er aber keine aufrichtigen Gefühle zeigt und auch zu ihr emotionale Distanz hält.
In Cincinnati wird Charlie von Susanna gedrängt, ihr von seinem Vater zu erzählen, und er erzählt ihr das Ende der Beziehung: Als er im Alter von 16 den Wagen des Vaters, einen 1949er Buick Roadmaster Serie 70 Cabriolet, trotz Verbots genommen hatte, um mit seinen Freunden nach einer bestandenen Abschlussprüfung ein paar Runden zu drehen, meldete sein Vater den Wagen als gestohlen und ließ Charlie zwei Tage in der Arrestzelle der Polizei sitzen. Charlie verließ daraufhin sein Elternhaus und brach jeglichen Kontakt ab. Die Erinnerungen lassen ihn für einen Augenblick emotional etwas auftauen, so dass er Susanna auch vom Rain Man erzählt, einer Phantasiefigur, die er sich als kleiner Junge ausgedacht hatte: Wenn er Beistand brauchte, kam der Rain Man und sang für ihn.
Bei der Eröffnung des Testaments erfährt Charlie, dass er die preisgekrönten Rosenbüsche und den Buick erbt, während das Geldvermögen von über drei Millionen Dollar einem unbekannten Begünstigten zuteilwird. Charlie sieht sich von seinem Vater um das Geld betrogen. Er findet heraus, dass das Geld an Wallbrook geht, ein Wohnheim für geistig Behinderte, das er sofort aufsucht. Der Leiter, Dr. Bruner, zeigt zwar Verständnis für Charlies Zorn, verweigert ihm aber jede Auskunft. Doch dann stößt Charlie auf einen ihm unbekannten Bewohner, dem nicht nur der Buick, sondern auch Details aus Charlies Familie vertraut sind. Dr. Bruner bestätigt, dass dieser Mann Charlies älterer Bruder Raymond ist. Charlie erfährt zum ersten Mal, dass er einen Bruder hat, doch da Raymond nun offenbar die drei Millionen Dollar geerbt hat, auf die Charlie auch einen Anspruch zu haben glaubt, nimmt er Raymond kurzentschlossen auf seine Rückreise nach Kalifornien mit.
Raymond lebt in Wallbrook, weil er Autist mit einer Inselbegabung ist. Zwar ist sein Gehirn hochfunktionell, aber er kann keine tiefen Beziehungen zu Menschen aufbauen, einfachste Alltagshandlungen nicht ohne Hilfe ausführen und erträgt keinerlei Abweichung von seinem gewohnten Tagesablauf. Deshalb muss der ohnehin genervte Charlie während der Reise dafür sorgen, dass Raymonds Alltag möglichst gewohnheitsgemäß weiterläuft. Als Susanna herausfindet, dass Charlie die Hälfte der drei Millionen Dollar haben will und seinen Bruder als Druckmittel verwendet, verlässt sie ihn empört mit dem Vorwurf, er benutze jeden Menschen nur für seine Zwecke. Obwohl das offenbar stimmt, sieht Charlie sich weiterhin im Recht.
Da Raymond sich weigert, per Flugzeug zu reisen – er kennt alle Flugunfälle mit Flugnummern und Anzahl der Todesopfer auswendig –, auch Highways für zu gefährlich hält und sich obendrein weigert, bei Regen das Zimmer zu verlassen, zieht sich die Fahrt erheblich in die Länge, weshalb Charlie versuchen muss, sein vom Konkurs bedrohtes Autogeschäft telefonisch zu retten. Dass Raymond nicht das geringste Verständnis für Charlies Situation zeigt, bringt Charlie an den Rand der Verzweiflung.
Im Laufe der Reise fallen Charlie aber auch erstaunliche Fähigkeiten seines Bruders auf. Am ersten Abend gibt er Raymond spöttisch ein Telefonbuch, als dieser nach Büchern verlangt; als sie am nächsten Morgen frühstücken, kann Raymond anhand des Namensschildes der Kellnerin ihre Telefonnummer nennen. Kurz darauf fällt ihr eine Packung Zahnstocher hinunter und Raymond sieht auf einen Blick, dass 3·82 = 246 Zahnstocher am Boden liegen. Später macht ein Arzt Charlie deutlich, dass Raymond zwar komplizierte Rechenaufgaben augenblicklich im Kopf löst, aber mit alltäglichen Fragestellungen überfordert ist.
Eines Abends im Motel zeigt Raymond Charlie ein Foto, auf dem ihr Vater seine beiden Söhne zusammen ablichtete, und nennt sich selbst scherzhaft „Rain Man“. Da wird Charlie klar, dass der Rain Man überhaupt keine Phantasiefigur war. Er hat als Dreijähriger den damals 20-jährigen Raymond so genannt. Raymond musste schließlich ins Heim, da ihre Eltern befürchteten, er könne dem kleinen Charlie ungewollt etwas antun. Erstmals empfindet Charlie eine aufrichtige Verbundenheit mit seinem Bruder.
Raymonds kognitive Fähigkeiten bringen Charlie auf die Idee, in Las Vegas mit Kartenzählen viel Geld zu gewinnen. Tatsächlich gewinnen sie mit diesem Trick so viel, dass Charlie seine Schulden begleichen kann. Das Kasino stellt ihn zur Rede und erteilt vorsorglich Hausverbot, obwohl ihm kein Betrug nachgewiesen werden kann. Da erscheint Susanna im Hotel – nach Charlies Konkurs ist sie nun arbeitslos. Wie einfühlsam Charlie mittlerweile mit Raymond umgeht und seine Bedürfnisse respektiert, macht tiefen Eindruck auf sie.
Charlies Anwalt hat eine Lücke in der offiziellen Vormundschaftsregelung für Raymond gefunden und leitet juristische Schritte ein. Mit Dr. Bruner wird ein Termin bei einem unabhängigen Psychologen vereinbart, dessen Gutachten darüber entscheiden soll, ob Raymond bei seinem Bruder bleiben oder zurück nach Wallbrook soll. Am Vorabend des Treffens bietet Dr. Bruner Charlie vorab 250.000 Dollar, wenn er seinen Bruder unbehelligt in Wallbrook leben lässt. Charlie nimmt das Geld nicht an, da ihm sein Bruder bereits zu viel bedeutet.
Beim Termin mit dem Psychologen wird klar, dass Raymond überhaupt nicht in der Lage ist, eine Entscheidung für seine Zukunft zu treffen – er will sowohl bei Charlie bleiben als auch nach Wallbrook zurück. Mehr um Raymond aus der zunehmend peinlichen Situation zu befreien, gesteht Charlie ein, dass er seinen Bruder nicht dauerhaft in Obhut nehmen kann und Wallbrook besser für ihn ist. Er bringt ihn zusammen mit Dr. Bruner zum Bahnhof und verabschiedet sich von ihm mit der Zusage, ihn in Wallbrook regelmäßig zu besuchen.

## Synchronisation
Die deutsche Synchronisation entstand nach einem Dialogbuch von Horst Balzer und seiner Dialogregie im Auftrag der Berliner Synchron Wenzel Lüdecke.
| Rolle                 | Darsteller               | Deutscher Sprecher      |
| --------------------- | ------------------------ | ----------------------- |
| Raymond Babbitt       | Dustin Hoffman           | Joachim Tennstedt       |
| Charlie Babbitt       | Tom Cruise               | Stephan Schwartz        |
| Susanna               | Valeria Golino           | Katja Nottke            |
| Dr. Bruner            | Gerald R. Molen          | Norbert Langer          |
| Lenny                 | Ralph Seymour            | Christian Brückner      |
| Testamentsverwalter   | Jack Murdock             | Friedrich Schoenfelder  |
| Kellnerin Sally Dibbs | Bonnie Hunt              | Christel Merian         |
| Pfleger Vern          | Michael D. Roberts       | Detlef Bierstedt        |
| Mutter im Farmer-Haus | Beth Grant               | Sonja Deutsch           |
| Iris                  | Lucinda Jenney           | Evelyn Maron            |
| Dr. Marston           | Barry Levinson           | Jürgen Thormann         |
| Croupier              | Nick Mazzola             | Helmut Krauss           |
| Doktor in Kleinstadt  | Kim Robillard            | Lothar Blumhagen        |
| Krankenschwester      | Donna Dickson            | Constanze Harpen        |
| Sekretärin            | Loeretta Wendt Jolivette | Constanze Harpen        |
| Mann auf der Straße   | Earl Roat                | Manfred Petersen        |
| Mann im Wartezimmer   | Byron P. Cavnar          | Heinz Palm              |
| Mr. Kelso             | Ray Baker                | H. H. Müller            |
| Pit Boss #1           | Isadore Figler           | Wolf Rüdiger Reutermann |
| Priester              | Donald E. Jones          | Eric Vaessen            |

## Trivia
- Für diese Geschichte ließ sich der Drehbuchautor Barry Morrow vom Savant Kim Peek inspirieren. Dieser war allerdings kein Autist.
- Raymond wiederholt in unangenehmen Situationen beständig den von Abbott und Costello gespielten Sketch Who’s on First?.
- In der Simpsons-Folge Vom Teufel besessen ($pringfield) wird Homer Kartengeber im Casino von Mr. Burns. Zwei Männer – Charlie und Raymond – kommen an seinen Tisch und räumen ab. Als Raymond sich (wie auch im Film) in einem Anfall mit den Händen gegen den Kopf schlägt, tut Homer es ihm gleich.
- Am Flughafen behauptet Raymond, die Fluggesellschaft Qantas Airways habe bislang keine Abstürze gehabt. Die Aussage ist falsch, denn am 16. Juli 1951 stürzte eine Propellermaschine ab; dabei starben sieben Menschen.
- Ursprünglich war Steven Spielberg für die Regie vorgesehen. Er lehnte jedoch ab, und so erhielt Levinson den Auftrag und schließlich einen Oscar.
- Für den Filmkomponisten Hans Zimmer war dieser Film der große Durchbruch.
- Das den Vorspann untermalende Musikstück Iko Iko von den Belle Stars ist auch während der Kletterszene in Mission: Impossible 2 (2000) zu hören. In beiden Filmen war Tom Cruise Hauptdarsteller und Hans Zimmer für die Musik verantwortlich.
- Derselbe Song ist auch zu Beginn der Casinoszene von Hangover zu hören, in der Alan ebenfalls hohe Summen im Blackjack gewinnt.
- Regisseur Barry Levinson spielte selbst den Gutachter am Ende des Films.
- Der im Film verwendete Taschenfernseher ist ein SONY Watchman FD-40.
- Im Abspann ist eine Fotografie eines Kronkorkens der Marke „3V COLA“ zu sehen. Dabei handelt es sich um eine Anspielung auf die V-förmige Architektur des Baseball-Stadions Crosley Field, welches bis zum 24. Juni 1970 das Heimatstadion der Cincinnati Reds war.
- Die Fähigkeit zum Kartenzählen ist, anders als der Film nahelegt, kein Garant dafür, schnell eine hohe Summe zu gewinnen, und ist auch nicht verboten. Es verschiebt die statistische Gewinnwahrscheinlichkeit des Spielers geringfügig über 50 Prozent.
- Im Film haben die beiden Brüder einen Altersunterschied von ca. 16 Jahren. In Wirklichkeit ist Dustin Hoffman 25 Jahre älter als Tom Cruise.

## Auszeichnungen

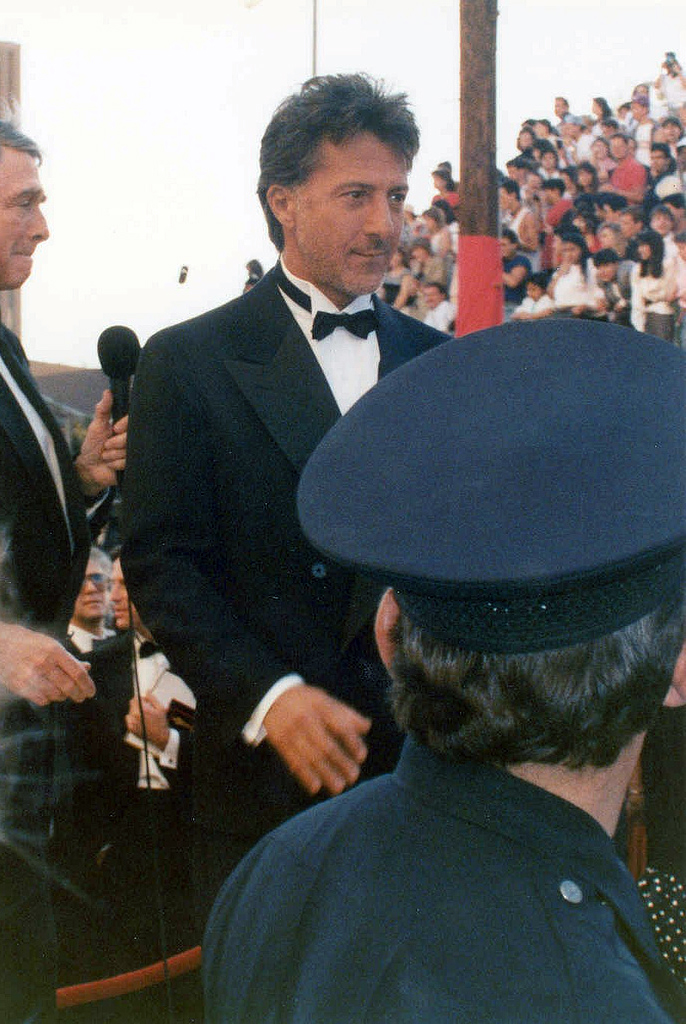
Dustin Hoffman bei der Oscarverleihung 1989

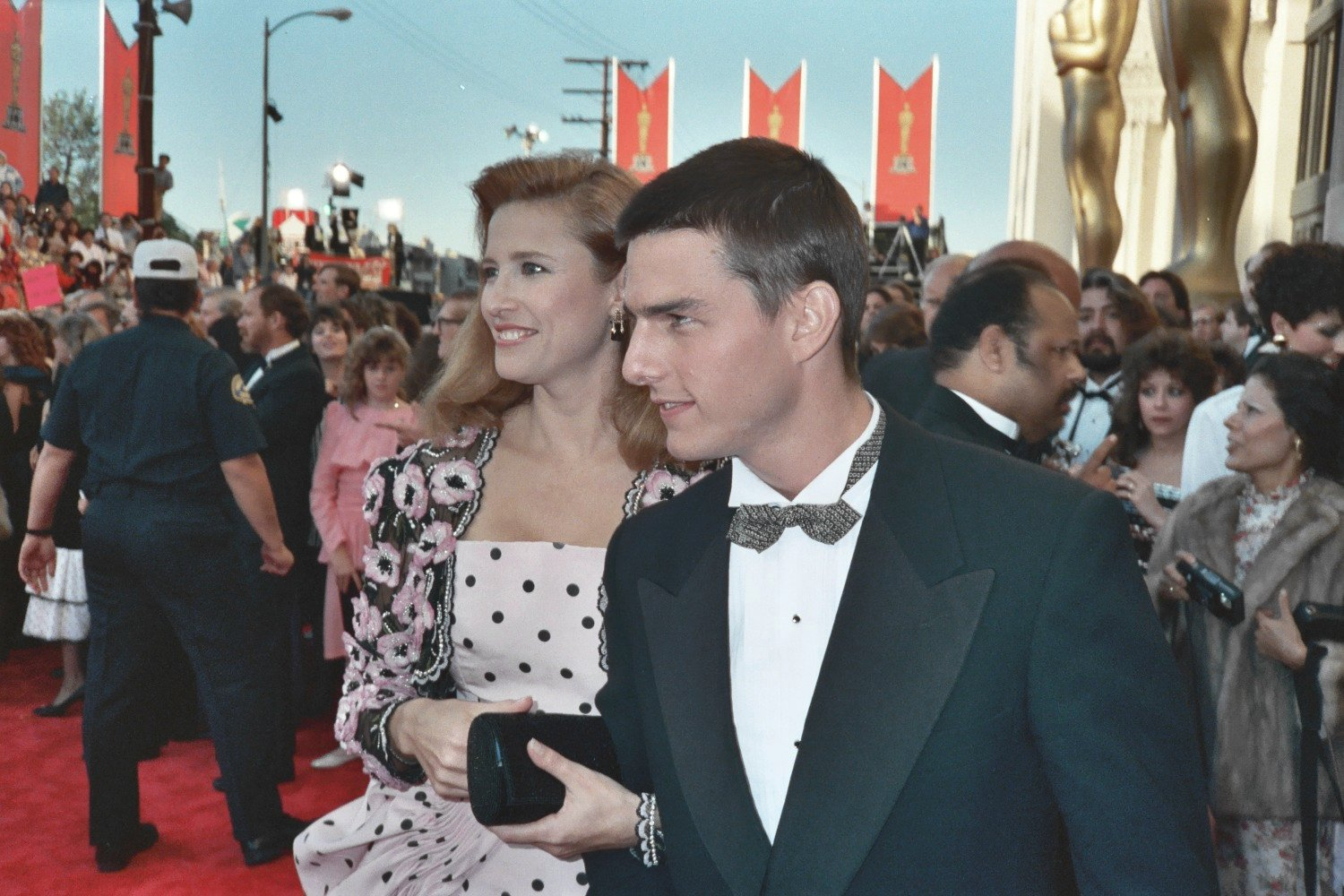
Tom Cruise bei der Oscarverleihung 1989

Rain Man war 1989 für acht Oscars nominiert und bekam ihn in den Kategorien Bester Film, Bester Hauptdarsteller (Dustin Hoffman), Beste Regie und Bestes Originaldrehbuch.
Weitere Filmpreise:
- Golden Globe Award für den besten Film (Drama) und den besten Schauspieler (Hoffman)
- Internationale Filmfestspiele Berlin 1989: Goldener Bär für den besten Film, Leserpreis der Berliner Morgenpost
- David di Donatello (Italienischer Filmpreis) für den besten ausländischen Film und den besten Hauptdarsteller
- Jupiter für den besten Film

## Kritiken
Das Lexikon des internationalen Films schrieb: „Während die Geschichte recht langatmig und unkonzentriert entwickelt ist, weckt die Figur des Behinderten dank der ebenso sensiblen wie verblüffenden Darstellung Dustin Hoffmans in tragischen und komischen Situationen menschliches Interesse und Anteilnahme.“
Die Zeit wertet am  24. Februar 1989: „Levinson platziert die Kamera, Cruise gibt die Stichworte, und Dustin Hoffman spielt. ‚Rain Man‘ ist unwiderstehlich, weil er wie alle großen Hollywoodfilme von Hollywood selber handelt, von der autistischen Einsamkeit des Stars.“
2022 kommentierte Maria Wiesner in der Frankfurter Allgemeinen Zeitung: „Beim Testpublikum war der Film durchgefallen, Autismus schien kein geeignetes Spielfilmthema. Dass Levinson sich weder formal noch inhaltlich umstimmen ließ, zahlte sich aus. ‚Rain Man‘ wurde ohne großes Zutun des Studios zu einem Publikumserfolg und gewann vier Oscars, darunter für die beste Regie.“
Oliver Armknecht von film-rezensionen.de meinte 2023, der Film „war seinerzeit ein gewaltiger Kassenerfolg und Kritikerliebling. Und tatsächlich ist das Roadmoviedrama um einen Egoisten und seinen bislang unbekannten autistischen Bruder, die sich näherkommen, bis heute sehenswert und geht zu Herzen. Man muss jedoch bei der Figurenzeichnung das eine oder andere Auge zudrücken.“

## DVD-Veröffentlichung
- Rain Man. Reihe „Preisgekrönte Filme“. MGM Home Entertainment/Twentieth Century Fox Home Entertainment 2006.